# Tomopteris biancoi
Tomopteris biancoi är en ringmaskart som beskrevs av Terio 1947. Tomopteris biancoi ingår i släktet Tomopteris och familjen Tomopteridae. Inga underarter finns listade i Catalogue of Life.